# 아크토사우루스

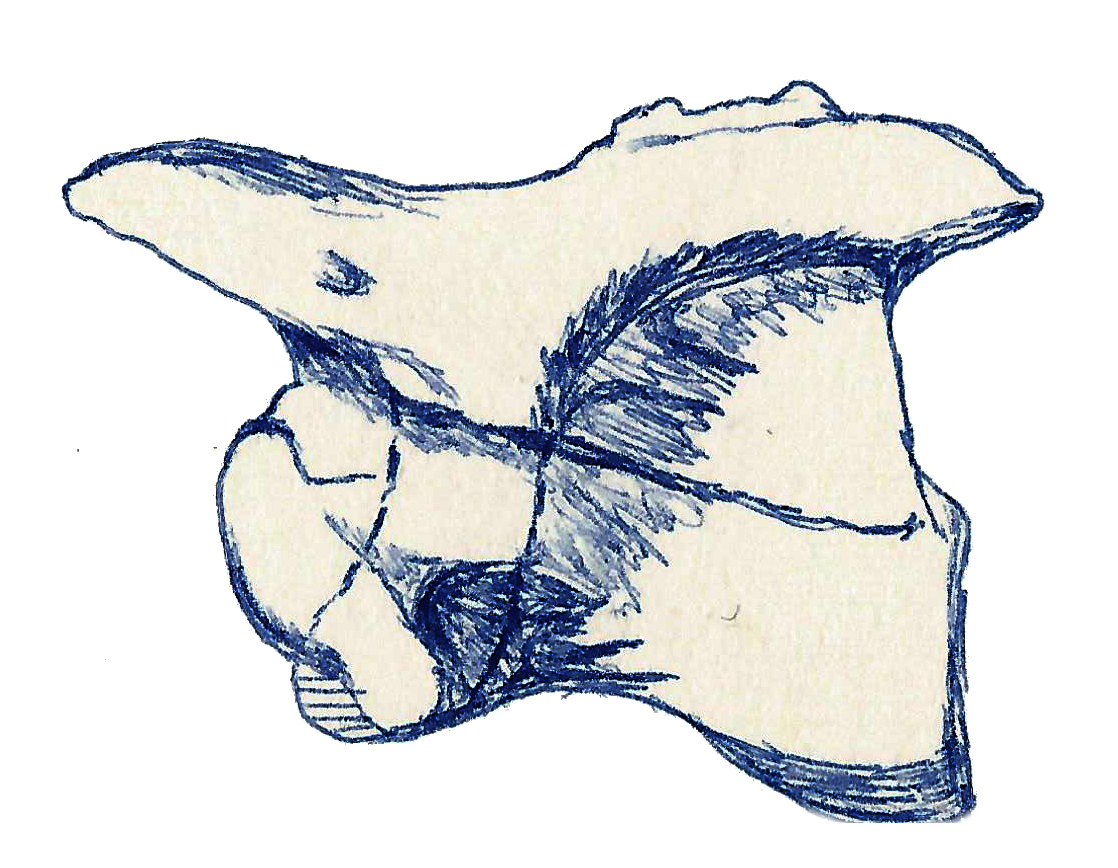

아크토사우루스(학명:Arctosaurus osborni)는 도마뱀목 알로코토사우루스과에 속하는 도마뱀이다. 지금은 멸종된 종으로서 전체적인 몸길이가 1.5m인 중대형 도마뱀에 속한다.

## 특징
아크토사우루스(Arctosauromorphia)는 멸종된 아크로모프(Archosauromorph)의 속으로서 아마도 알로코토사우루스(Allokotosausian)일 가능성이 있으나 그 후에 몇 년 동안은 종종 용각류의 공룡으로서 분류되었다. 비록 테로포드로 분류되기도 했지만 최근의 기자회견에서는 그것이 테로포드와 공유하는 유사성이 라이트 트라이아스기 파충류들의 여러 집단으로 퍼져있기 때문에 아코사우르키메테스보다 더 구체적으로 배정될 수 없다는 것을 발견하였다. 다른 저자들은 삼엽공룡의 친근함을 제안했다. 척추의 크기를 기준으로 하면 길이 약 1.5m(4.9ft)의 크기가 외삽된다. 캐나다 누나부트주 카메론섬에서 하이버그 포메이션의 후기 트라이아스기 시대의 암석에 발견된 목 척추뼈를 바탕으로 한 것이다. 2016년에는 캐나다에서 아르크토사우루스 오스보니의 신소재가 소개되었다. 아크토사우루스라는 이름은 홀로타입이 발견된 위도에 대해 "북극 도마뱀"을 의미한다. 그것은 길다란 목과 잘 발달된 이빨을 가지고 있으며 이는 식물성 먹이를 섭취하는 데에 적합한 구조를 가진다. 또한 다리가 다른 도마뱀에 비해 더욱 크고 발달되어 있다. 먹이로는 당대에 번성했던 양치식물의 잎과 열매를 주로 먹고 살았을 초식성의 도마뱀으로 추정되는 종이다.

## 생존시기와 서식지와 화석의 발견
아크토사우루스의 생존시기는 중생대의 트라이아스기 후기로서 지금으로부터 2억년전~1억 8000만년전에 생존했던 종이다. 생존했던 시기에는 북아메리카를 중심으로 하는 산맥의 밀림이나 열대우림에서 주로 서식했던 도마뱀이다. 화석의 발견은 1875년에 캐나다의 트라이아스기에 형성된 지층에서 캐나다의 고생물학자들에 의하여 처음으로 화석이 발견되어 새롭게 명명된 종이다.

## 같이 보기
- 파충류
- 중생대
- 트라이아스기
- 도마뱀
- 화석